# Georg Calixt

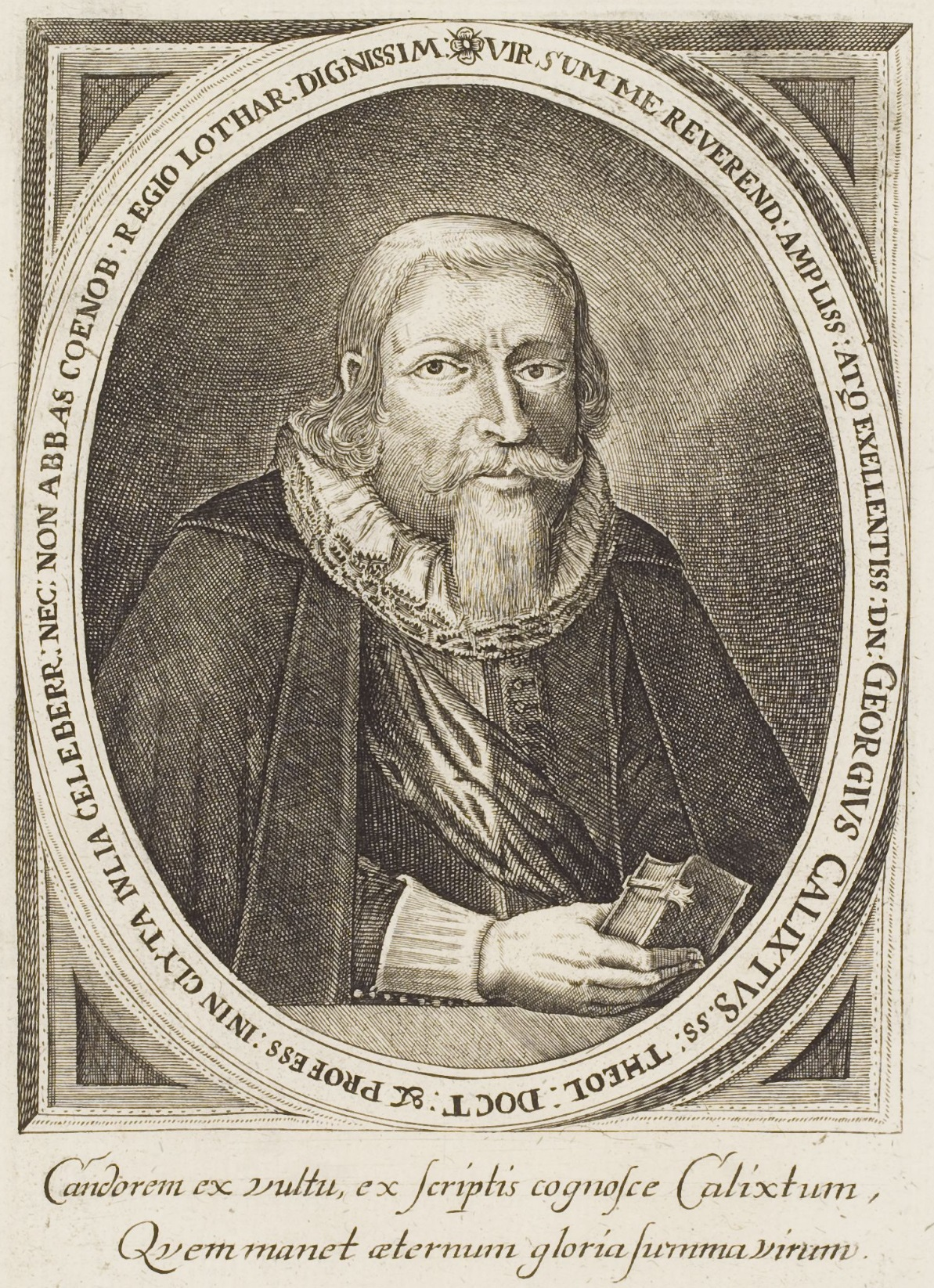
Georg Calixt

Georg Calixt, auch Georg Callisen (* 14. Dezember 1586 in Flensburg, Schleswig; † 19. März 1656 in Helmstedt) war ein deutscher evangelischer Theologe. Er gilt als Wegbereiter der Ökumene.

## Leben
Calixt war der Sohn von Johannes Call(i)sen (1538–1618) und dessen Frau Catharina, der Tochter des Flensburger Bürgermeisters Claus Richert. Sein Vater war seit 1538 Pastor an der Medelbyer Kirche. Catharina Richert war seine zweite Ehefrau. Calixt wurde in Flensburg geboren, während sich seine Mutter bei ihren Eltern aufhielt. Ein älterer Bruder Johannes Callisen aus der ersten Ehe des Vaters starb 1634 als Bürger in Flensburg. Seine Nachfahren sind vermutlich die Familie Callisen, aus der auch der spätere Generalsuperintendent Johann Leonhard Callisen stammt.
Nach seinem Schulbesuch in Flensburg studierte Calixt ab 1603 an der Universität Helmstedt Philosophie und Philologie. Dort latinisierte er seinen Nachnamen in Calixtus. In Helmstedt prägten ihn die Professoren Johannes Caselius und Cornelius Martini. 1607 wechselte Calixt zur Theologie.
In den Jahren 1609 bis 1613 unternahm Calixt eine Studienreise durch Deutschland, Belgien, Großbritannien und Frankreich. Nach seiner Rückkehr wurde er über die Landesgrenzen hinweg bekannt, als er es 1614 wagte, mit dem Jesuiten Augustin(us) Turrianus auf Schloss Hämelschenburg öffentlich zu disputieren. Anlass der Disputation war die beabsichtigte Konversion des Schlosserben Ludolf Klencke zur katholischen Kirche, die seine Mutter verhindern wollte. Calixt nahm daran anstelle seines erkrankten Lehrers Cornelius Martini teil. Die Disputation endete nach den protestantischen Quellen mit einem Sieg des jungen Calixt. Klencke allerdings konvertierte dennoch. Diesem Auftritt verdankte Calixt letztendlich seinen Lehrstuhl für Theologie an der Universität Helmstedt, den er bis zu seinem Tod innehatte.
Calixt war ein Vertreter einer humanistischen Theologie, geprägt durch Philipp Melanchthons Lehren. Calixt gilt als der bedeutendste Ireniker des 17. Jahrhunderts. Von konservativen Lutheranern wie Johann Hülsemann, Johann Conrad Dannhauer und Abraham Calov wurde Calixt sehr angefeindet, da er die Konkordienformel von 1577 nicht anerkannte und auch die Ubiquitätslehre ablehnte.
Kurfürst Friedrich Wilhelm von Brandenburg entsandte Calixt auf dessen Wunsch als Berater der Königsberger Lutheraner zum Thorner Religionsgespräch. Doch gerade von Hülsemann und Calov wurde Calixt nicht anerkannt und daher von allen Beratungen ausgeschlossen. Er konnte daher die reformierten Abgeordneten nicht offiziell beraten.
Calixt heiratete 1619 Catharina (1592–1654), die Witwe des Helmstedter Bürgermeisters Conrad Pauli († 1617) und Tochter des Conrad Gertner, der ebenfalls Bürgermeister von Helmstedt gewesen war, und der Anna Wolter. Aus der Ehe stammten fünf Kinder, von denen Friedrich Ulrich ebenfalls Professor der Theologie in Helmstedt war und Johann Erich (1627–1684) Bibliothekar wurde.
Sein Grabmal befindet sich an der Südwand des Chores von St. Stephani in Helmstedt.

## Kirchengeschichtliche Bedeutung

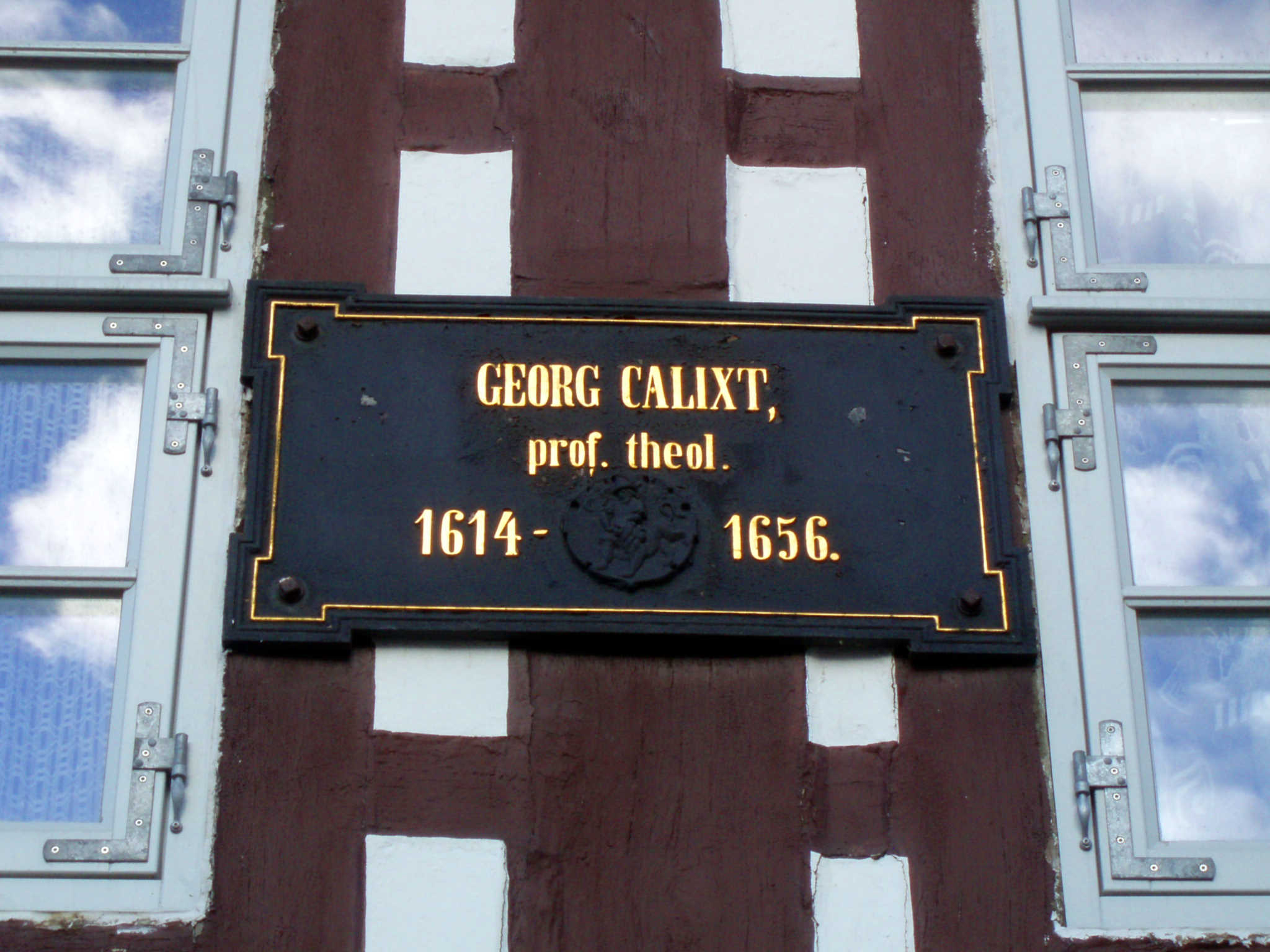
Erinnerungstafel an Georg Calixt

Kirchengeschichtlich bedeutsam ist Calixts Bemühen um eine Zusammenführung der christlichen Konfessionen. Die Eindrücke des Dreißigjährigen Krieges, die theologische Nähe zu Melanchthon und seine gründliche Kenntnis der patristischen Literatur führten zu dem Versuch, auf der Grundlage des Apostolikums und der kirchlichen Lehrentscheidungen der ersten Jahrhunderte (consensus antiquitatis, von seinem Gegner Johann Georg Dorsche 1648 als consensus quinquesaecularis bezeichnet) eine kirchliche Einheit herbeizuführen, die die wesentlichen christlichen Wahrheiten umfasste, die Calixt von den späteren, nicht fundamentalen Glaubensartikeln unterschied.
Die heftigen protestantischen Reaktionen auf diesen Versuch auf dem Thorner Religionsgespräch (1645 auf Initiative des polnischen Königs Władysław IV. Wasa) mit dem Vorwurf des Synergismus und Kryptopapismus (vgl. synkretistischer Streit und Kryptokatholiken) führten zu einer jahrzehntelangen erbitterten Auseinandersetzung innerhalb des Luthertums, in der ursprünglichen Absicht Calixts jedoch zu keinem Ergebnis. Auf katholischer Seite wurde das Nein vor allem von dem Mainzer Jesuiten Vitus Erbermann formuliert.

## Werke

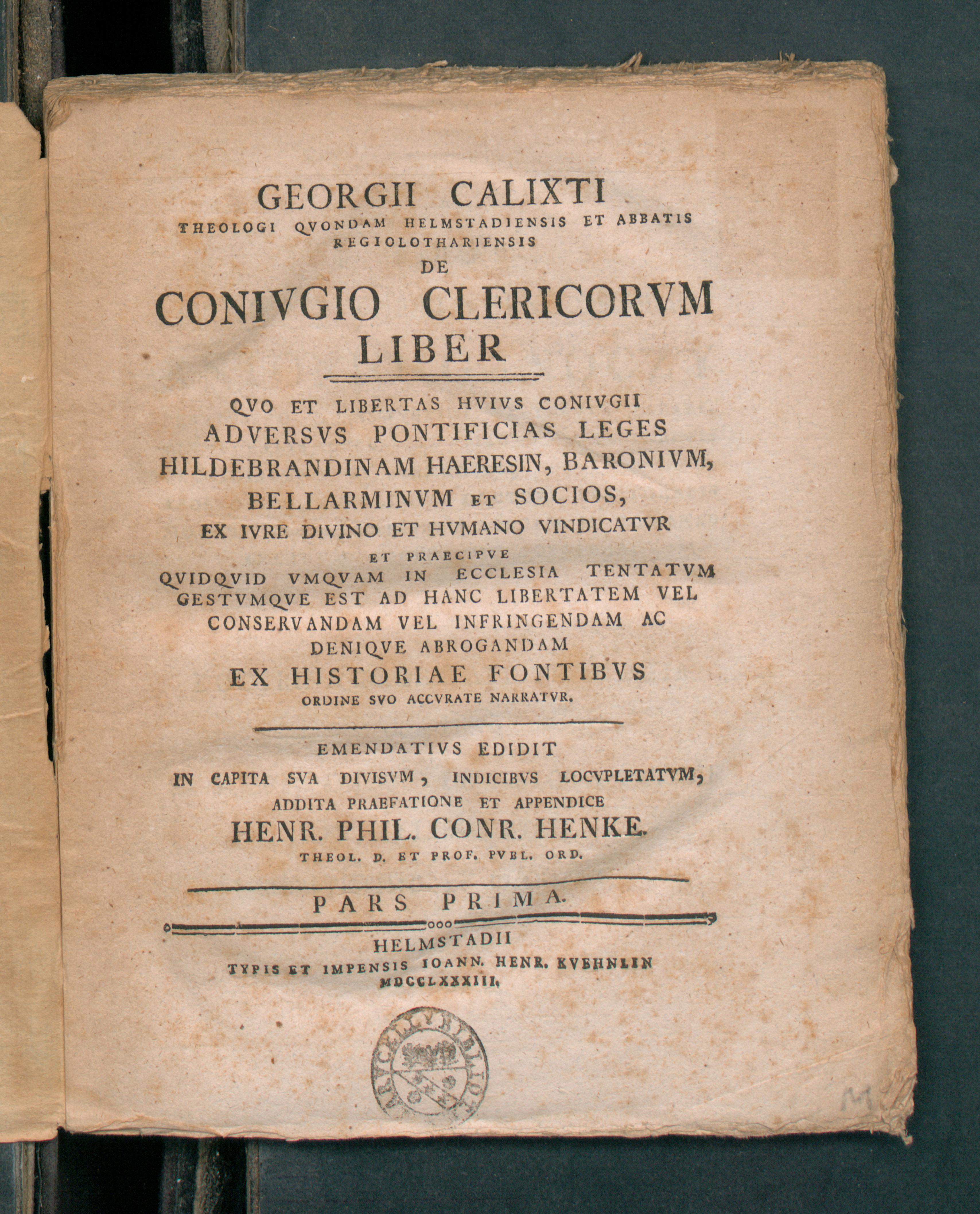
De coniugio clericorum, 1783

- De praecipuis Christianae religionis capitibus hodie controversis disputationes XV.Taeger, Helmstedt 1613. (Digitalisat der Ausg. 1658)
- De vera christiana religione et ecclesia. Hamm, Helmstedt 1633. (Digitalisat der Ausg. 1687)
- Disputatio Theologica De Autoritate Antiquitatis Ecclesiasticae. Helmstedt 1639. (Digitalisat in der Digitalen Bibliothek Mecklenburg-Vorpommern)
- Epitome Theologiae. Vogt, Goslar 1619. (Digitalisat)
- Historia Magorum E Cap. II. Matthaei. Helmstedt 1664 Digitalisat